# Brouderdorff
Brouderdorff est une commune française située dans le département de la Moselle, en région Grand Est.
Cette commune se trouve dans la région historique de Lorraine et fait partie du pays de Sarrebourg.

## Géographie
| Buhl           |              | Niderviller      |
| Schneckenbusch | Brouderdorff | Plaine-de-Walsch |
| Hesse          | Hartzviller  | Trois-Fontaines  |

Brouderdorff est situé dans le sud du département de la Moselle à 6 km de Sarrebourg. Le village est traversé par la route départementale 96.

### Hydrographie
La commune est située dans le bassin versant du Rhin au sein du bassin Rhin-Meuse. Elle est drainée par le ruisseau l'Otterbach, le ruisseau de Baschelmatte et le ruisseau de la Weihermatte.

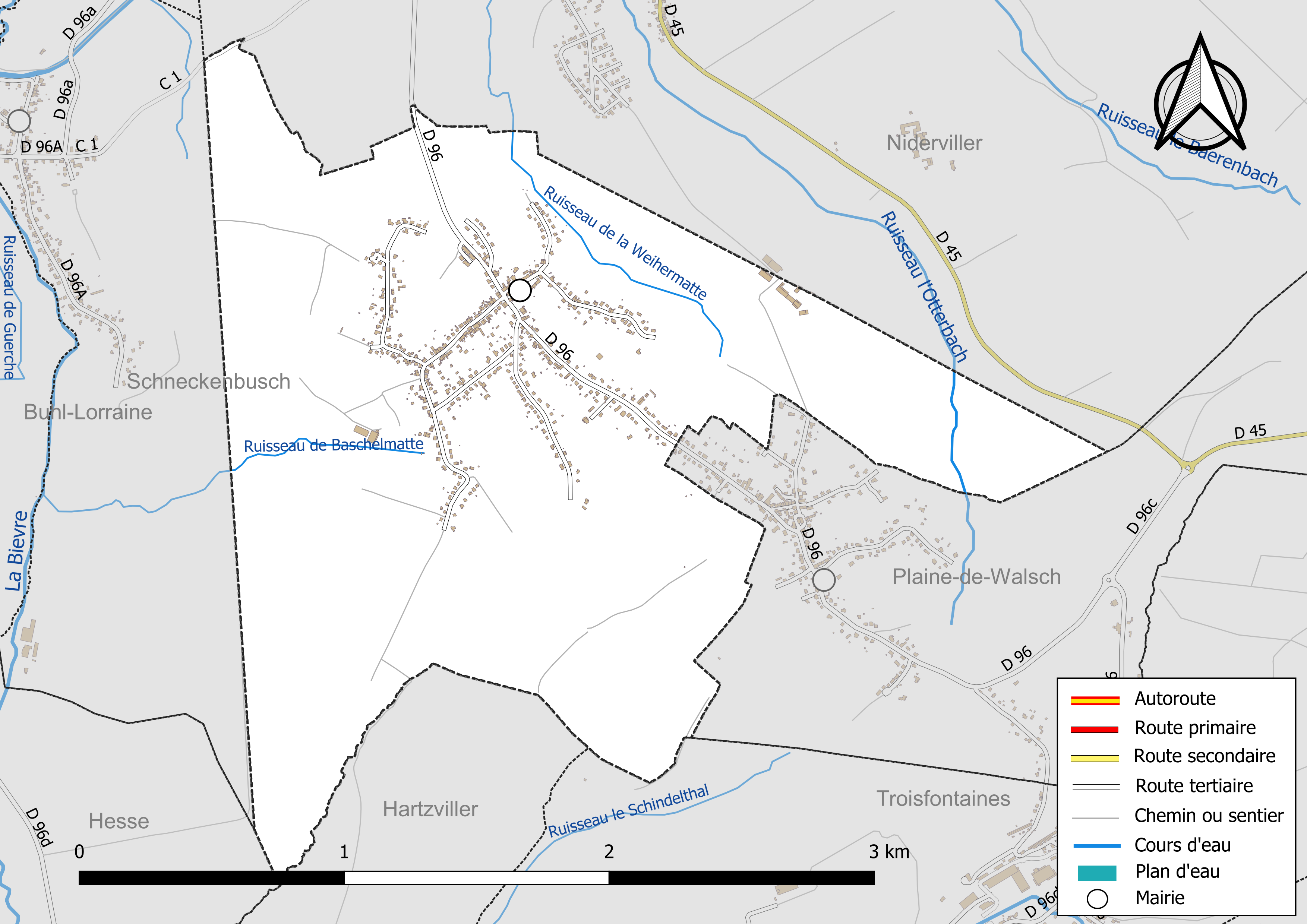
Réseaux hydrographique et routier de Brouderdorff.

### Climat
Pour des articles plus généraux, voir Climat du Grand Est et Climat de la Moselle.
En 2010, le climat de la commune est de type climat des marges montargnardes, selon une étude du Centre national de la recherche scientifique s'appuyant sur une série de données couvrant la période 1971-2000. En 2020, Météo-France publie une typologie des climats de la France métropolitaine dans laquelle la commune est exposée à un climat semi-continental et est dans la région climatique  Vosges, caractérisée par une pluviométrie très élevée (1 500 à 2 000 mm/an) en toutes saisons et un hiver rude (moins de 1 °C). 
Pour la période 1971-2000, la température annuelle moyenne est de 9,7 °C, avec une amplitude thermique annuelle de 17 °C. Le cumul annuel moyen de précipitations est de 985 mm, avec 12,7 jours de précipitations en janvier et 10 jours en juillet. Pour la période 1991-2020, la température moyenne annuelle observée sur la station météorologique de Météo-France la plus proche, « Nitting_sapc », sur la commune de Nitting à 6 km à vol d'oiseau, est de 10,4 °C et le cumul annuel moyen de précipitations est de 993,7 mm. 
La température maximale relevée sur cette station est de 37,9 °C, atteinte le 25 juillet 2019 ; la température minimale est de −19,4 °C, atteinte le 26 décembre 2010,,. 
Les paramètres climatiques de la commune ont été estimés pour le milieu du siècle (2041-2070) selon différents scénarios d'émission de gaz à effet de serre à partir des nouvelles projections climatiques de référence DRIAS-2020. Ils sont consultables sur un site dédié publié par Météo-France en novembre 2022.

## Urbanisme

### Typologie
Au 1er janvier 2024, Brouderdorff est catégorisée ceinture urbaine, selon la nouvelle grille communale de densité à sept niveaux définie par l'Insee en 2022.
Elle appartient à l'unité urbaine de Troisfontaines, une agglomération intra-départementale regroupant trois  communes, dont elle est ville-centre,,. Par ailleurs la commune fait partie de l'aire d'attraction de Sarrebourg, dont elle est une commune de la couronne,. Cette aire, qui regroupe 87 communes, est catégorisée dans les aires de 50 000 à moins de 200 000 habitants,.

### Occupation des sols
L'occupation des sols de la commune, telle qu'elle ressort de la base de données européenne d’occupation biophysique des sols Corine Land Cover (CLC), est marquée par l'importance des territoires agricoles (69,6 % en 2018), en diminution par rapport à 1990 (73 %). La répartition détaillée en 2018 est la suivante : 
terres arables (47,2 %), prairies (22,3 %), forêts (17,7 %), zones urbanisées (12,7 %). L'évolution de l’occupation des sols de la commune et de ses infrastructures peut être observée sur les différentes représentations cartographiques du territoire : la carte de Cassini (XVIIIe siècle), la carte d'état-major (1820-1866) et les cartes ou photos aériennes de l'IGN pour la période actuelle (1950 à aujourd'hui).

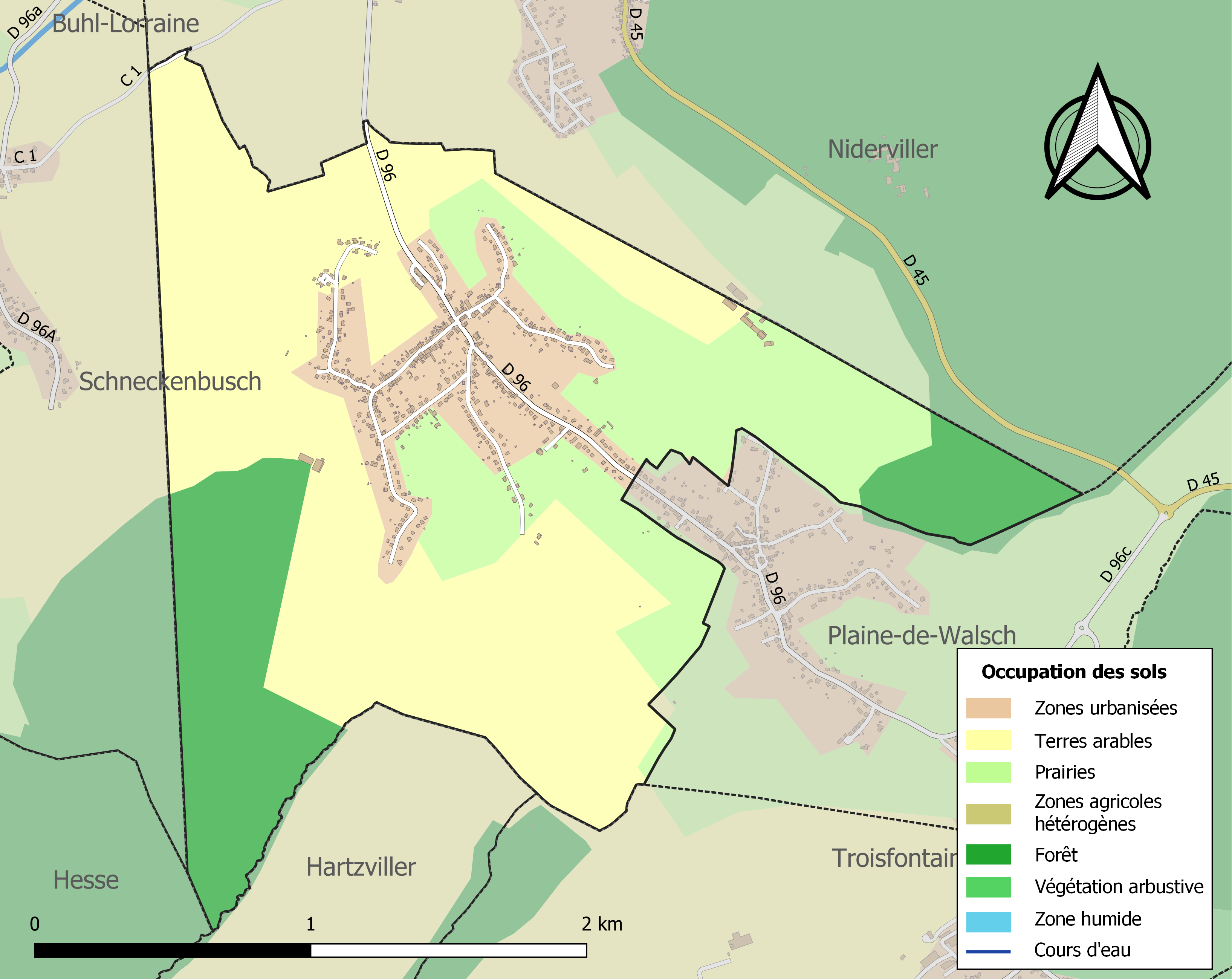
Carte des infrastructures et de l'occupation des sols de la commune en 2018 (CLC).

## Toponymie
Brouderdorff signifie le village des frères, car il fut bâti par les soins de quatre frères.
Anciens noms, : Bruederdorff en 1616, Bruderdorff en 1724, Bruderdoff en 1779, Brouderdorff en 1793, Bruderdorf de 1871 à 1918, Brudersdorf de 1940 à 1944.

## Histoire
Le village de Brouderdorff a été créé en 1616, par les comtes de Lutzelbourg.
Entre 1871 et 1918 Brouderdorff est annexé par l'Empire allemand au sein du Reichsland Elsaß-Lothringen. Le village subi des dommages de guerre entre 1914 et 1918.
Brouderdorff est à nouveau annexé par l'Allemagne entre 1940 et 1944.

## Enseignement

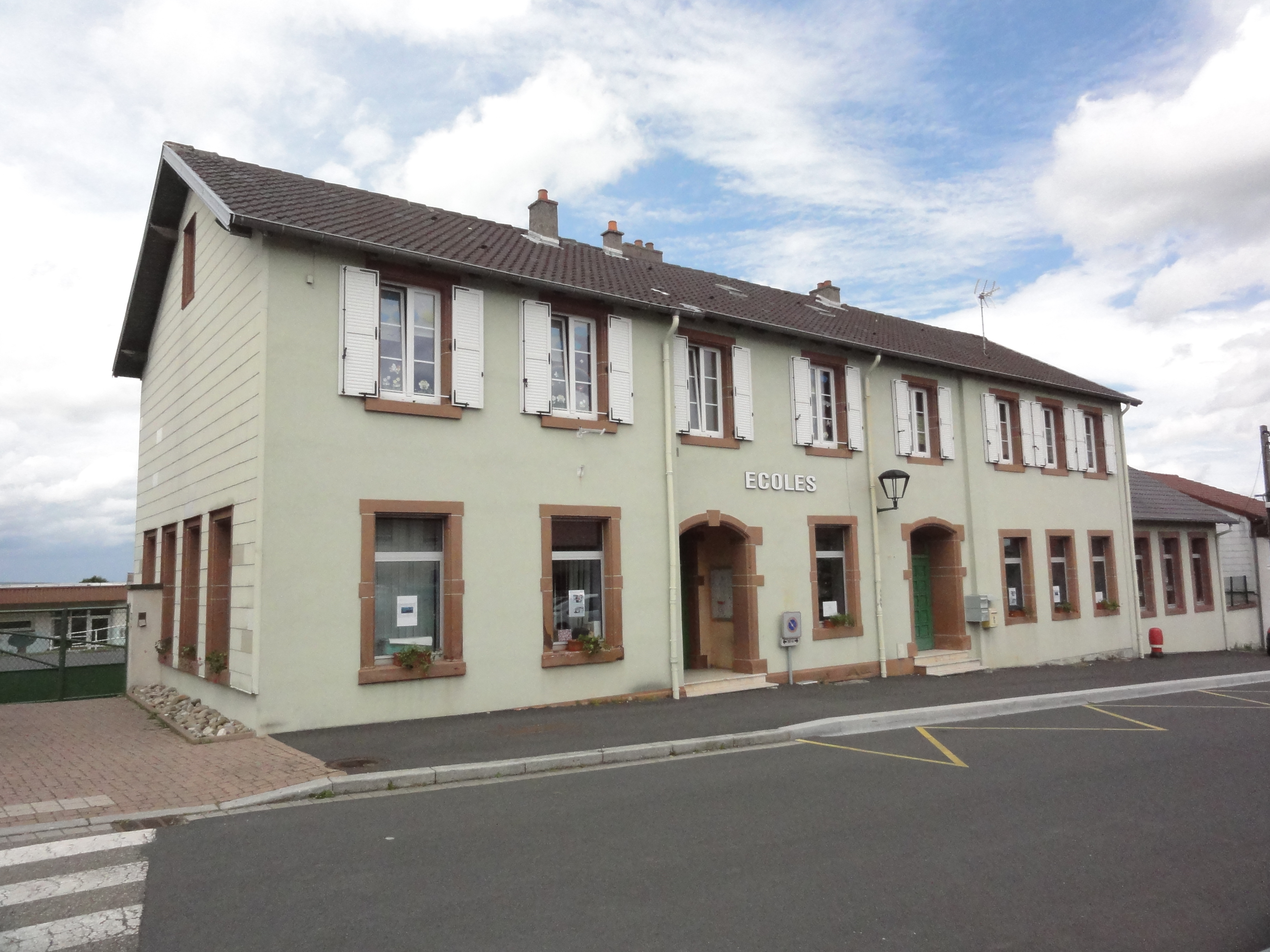
L'école de Brouderdorff

## Politique et administration
| Période                                  | Période  | Identité                     | Étiquette | Qualité |
| ---------------------------------------- | -------- | ---------------------------- | --------- | ------- |
| Les données manquantes sont à compléter. |          |                              |           |         |
| 1935                                     | 1971     | Charles Augustin (1900-1989) |           |         |
| 1971                                     | 2001     | Léon Matt (1927-2015)        |           |         |
| 2001                                     | 2012     | Alphonse Kubler (1943-2013)  |           |         |
| 2012                                     | 2018     | Roger Augustin (1947)        |           |         |
| 2018                                     | En cours | François Klock (1955)        |           |         |

## Démographie
L'évolution du nombre d'habitants est connue à travers les recensements de la population effectués dans la commune depuis 1793. Pour les communes de moins de 10 000 habitants, une enquête de recensement portant sur toute la population est réalisée tous les cinq ans, les populations de référence des années intermédiaires étant quant à elles estimées par interpolation ou extrapolation. Pour la commune, le premier recensement exhaustif entrant dans le cadre du nouveau dispositif a été réalisé en 2006.

En 2022, la commune comptait 971 habitants, en évolution de +0,1 % par rapport à 2016 (Moselle : +0,52 %, France hors Mayotte : +2,11 %).
| 1793 | 1800 | 1806 | 1821 | 1831 | 1836 | 1841 | 1846 | 1851 |
| ---- | ---- | ---- | ---- | ---- | ---- | ---- | ---- | ---- |
| 412  | 431  | 466  | 524  | 599  | 629  | 630  | 610  | 586  |

| 1856 | 1861 | 1871 | 1875 | 1880 | 1885 | 1890 | 1895 | 1900 |
| ---- | ---- | ---- | ---- | ---- | ---- | ---- | ---- | ---- |
| 496  | 519  | 437  | 460  | 482  | 490  | 570  | 554  | 538  |

| 1905 | 1910 | 1921 | 1926 | 1931 | 1936 | 1946 | 1954 | 1962 |
| ---- | ---- | ---- | ---- | ---- | ---- | ---- | ---- | ---- |
| 567  | 598  | 535  | 508  | 476  | 464  | 542  | 528  | 511  |

| 1968 | 1975 | 1982 | 1990 | 1999 | 2006 | 2011 | 2016 | 2021 |
| ---- | ---- | ---- | ---- | ---- | ---- | ---- | ---- | ---- |
| 527  | 608  | 689  | 720  | 733  | 874  | 930  | 970  | 971  |

| 2022 | - | - | - | - | - | - | - | - |
| ---- | - | - | - | - | - | - | - | - |
| 971  | - | - | - | - | - | - | - | - |

## Culture locale et patrimoine

### Lieux et monuments
- Monument aux morts.
- Nécropole nationale de Brouderdorff, 1914/1918.

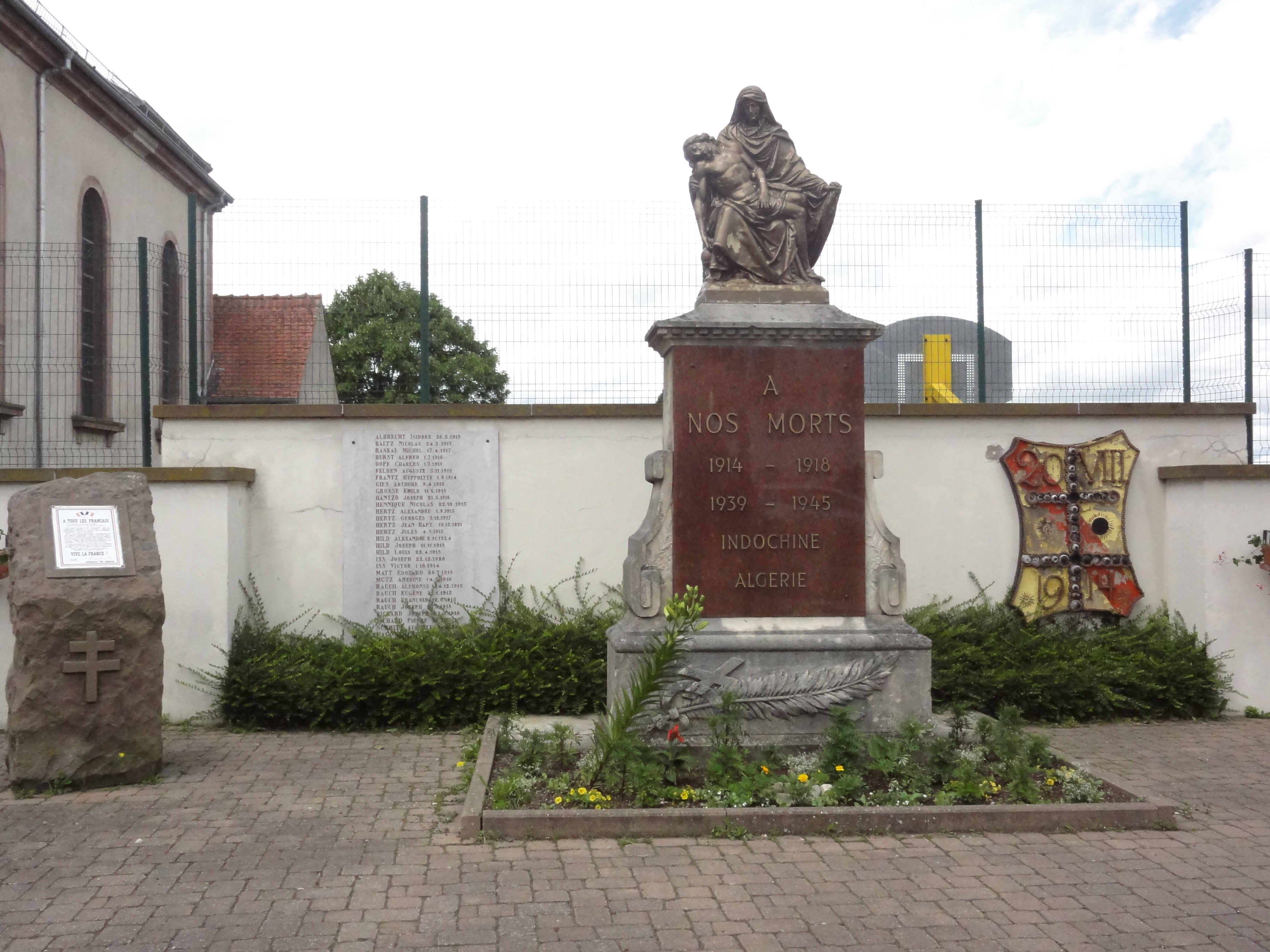
Monument aux morts.
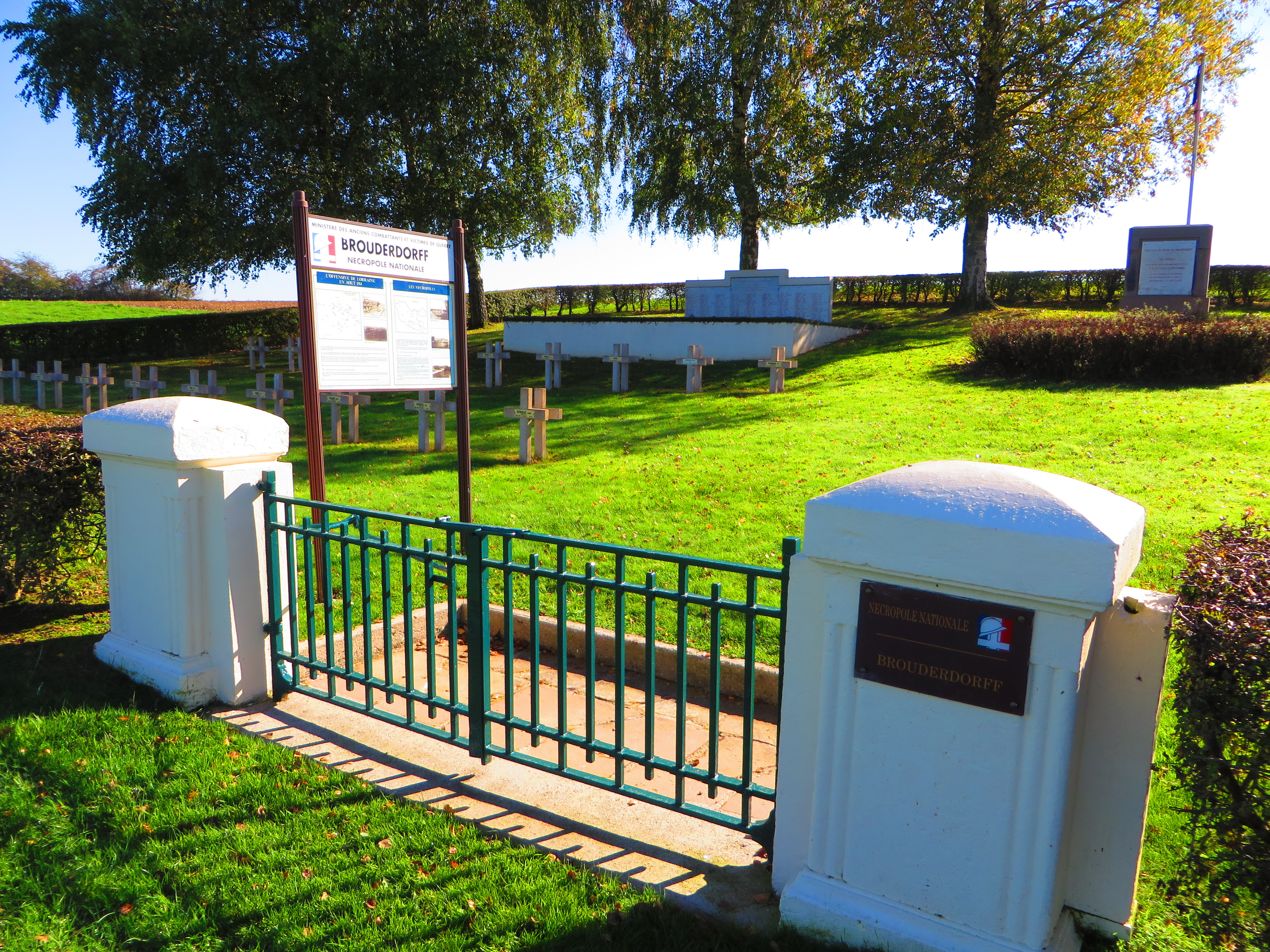
Nécropole nationale de Brouderdorff.

### Édifice religieux

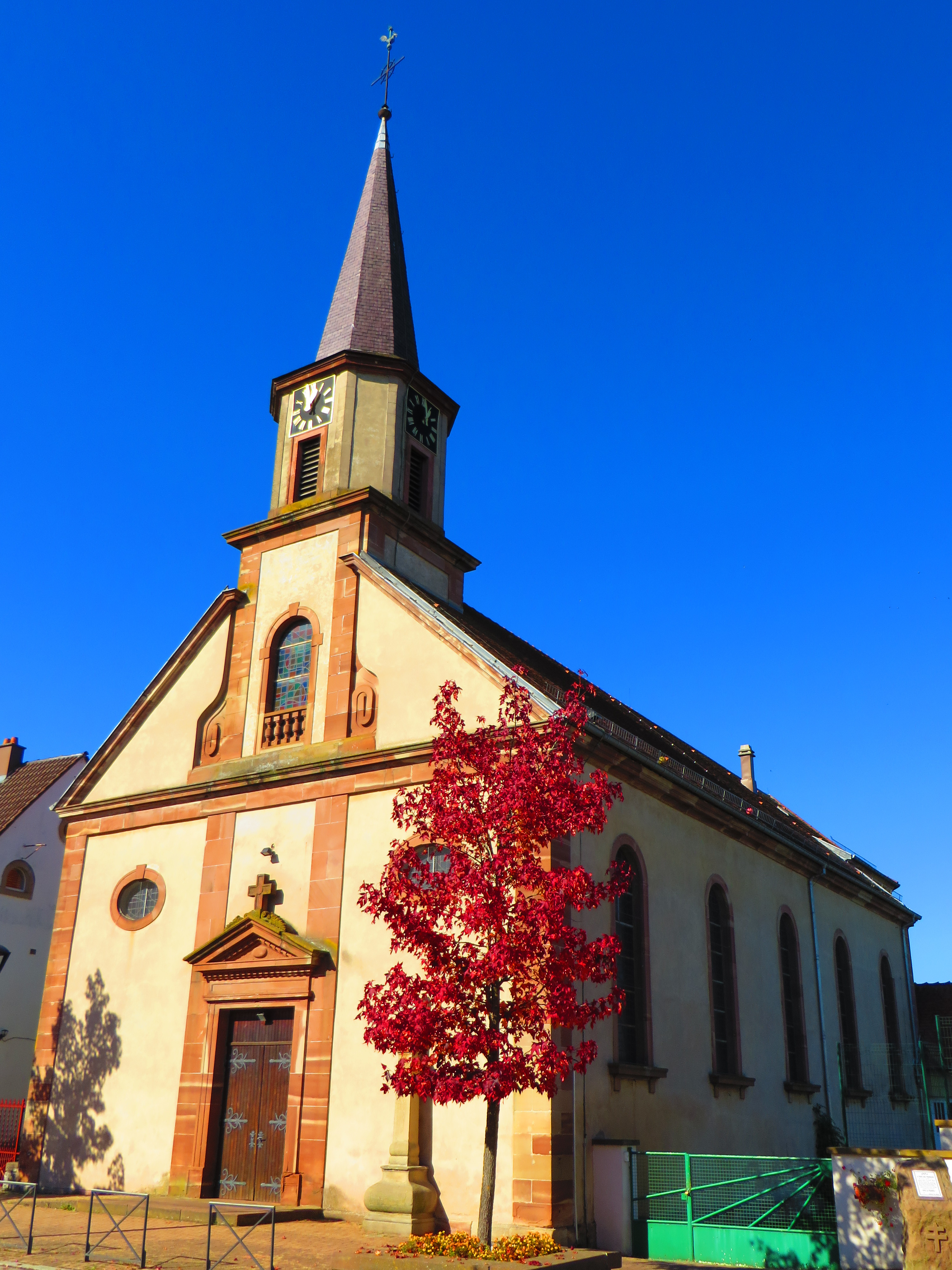
Église Saint-Michel

- Église Saint-Michel, incendiée en 1914 et en 1940, reconstruite en 1921 et en 1950.

### Personnalités liées à la commune
- Joseph Klock, député des IIIe et IVe Républiques de 1951 à 1958, né à Brouderdorff.
- André Ruplinger, écrivain, sous-lieutenant au 92e RI, mort à l'ennemi à Brouderdorff le 20 août 1914.

## Pour approfondir